# 单纯词
在汉语中，由一个语素构成的词语叫做单纯词。单音节的如天、江、水、田等都是单纯词；多音节的单纯词主要有以下几类：

## 联绵词
联绵词指两个音节连缀成义而不能拆开的词。其中有双声的（声母相同），有叠韵的（韵母相同），亦有非双声非叠韵的（声母韵母皆不相同）。例如：参差（双声）、徊徘（叠韵）、芙蓉（非双声非叠韵）。

## 叠音词
叠音词是由两个相同的音节相叠构成的，单字本身没有意义，例如：（一分一毫）

## 拟声词
指对自事物音响的形容和摹拟的词语，例如：哗哗、咔嚓、咕咚、嘎吱

## 音译外来词
例如：葡萄、巧克力、沙发、模特儿、巴士、的士、榴莲、扑克、汉堡